# Jimmer Fredette
James Taft „Jimmer” Fredette (ur. 25 lutego 1989 w Glens Falls) – amerykański koszykarz, grający na pozycji rzucającego obrońcy, obecnie zawodnik Szanghaj Sharks. 
Były student uniwersytetu Brighama Younga w Provo, w Stanie Utah. Jest Mormonem.
W drafcie 2011 został wybrany przez Milwaukee Bucks jako 10 pick rundy 1 tej samej nocy został przekazany do Sacramento Kings. Został uznany najlepszym graczem NCAA sezonu 2010/2011 przed jego końcem, przez Basketball Times, CBSSports.com, SI.com, i Sporting News.

## Życiorys
Syn Ala i Kay Fredette, najmłodszy z trójki dzieci. Nazwany jako James Taft, Fredette później otrzymał przydomek "Jimmer" od matki. Od wczesnego dzieciństwa, wykazywał niezwykłe zaangażowanie w lekkoatletykę. Jego brat TJ, jest młodym raperem, pomógł mu na początku kariery w koszykarskiej. Jimmer regularnie grał z siedem lat starszym TJ-em oraz znajomymi na podwórku. Fredette był w stanie trafić za trzy punkty w wieku 5 lat i rozwinął poruszanie się tak aby obejść większych przeciwników. Jego ojciec, doradca finansowy, wprowadzał go do szkolnych konkursów w wieku 8 lat przeciw dorosłym. Gdy Jimmer rozwinął swe umiejętności, ojciec zabierał go na większe turnieje. Jego matka pozwalała mu odbijać piłki do koszykówki w całym domu, a nawet zbudować studio dryblingu dla niego w piwnicy. Jej brat, Lee Taft, osobisty trener, który teraz posiada własną szkołę w Indianapolis, zaczął mu wprowadzać ćwiczenia gdy Fredette skończył 5 lat.
Po ukończeniu szkoły, udał się do niezauważanego przez wielu college'u Brighama Younga. Otrzymał oferty z 12 szkół i ostatecznie zdecydował się na grę dla BYU. Na college Brighama Younga spędził 4 lata i stał się jednym z najlepszych strzelców w historii tego uniwersytetu a także całej NCAA. Fredette znalazł się w Top 75 największych talentów w USA. W swoim ostatnim sezonie Fredette poprowadził swój zespół do bilansu 25-2 i gry w finale rozgrywek, który przegrali z High School Peekskill. Zdobywał średnio 25 punktów na mecz i pomógł zdobyć trzecie miejsce po zwycięstwie nad Minnesotą Magic w 2006.
W sezonie 2007/2008 czyli swoim debiutanckim notował średnio 7 pkt 1,7 as oraz 1,1 zb podczas 18,5 minut gry. W drugim sezonie jego średnie wzrosły ponad dwukrotnie. w sezonie 2009/2010 został czwartym strzelcem w NCAA a w ostatnim królem strzelców to jednak nie pomogło jego drużynie odnieś zwycięstwa w rozgrywkach gdyż odpadli w ćwierćfinale.
17 października 2012 Sacramento Kings skorzystali z zapisu w kontrakcie zawodnika, pozwalającego na automatyczne przedłużenie umowy do końca sezonu 2013/14. 12 lutego 2014, ustanowił rekord kariery, uzyskując 24 punkty w meczu z New York Knicks. 27 lutego 2014, kontrakt Fredette'a został wykupiony przez Kings.
2 marca 2014 podpisał kontrakt z Chicago Bulls na pozostałą część sezonu 2013/14.
24 lipca 2014 podpisał kontrakt z New Orleans Pelicans. 22 lipca 2015 roku podpisał nową umowę z San Antonio Spurs.
31 października 2015 został wybrany w drafcie do D-League przez Westchester Knicks z numerem 2. 10 listopada podpisał kolejny kontrakt z New Orleans Pelicans.
22 lutego 2016 podpisał 10-dniowy kontrakt z zespołem New York Knicks. Po wygaśnięciu umowy opuścił klub i 6 marca dołączył ponownie do Westchester Knicks. 2 sierpnia 2016 został zawodnikiem chińskiego Szanghaj Sharks.
19 lutego 2017 zdobył 73 punkty w przegranym 135–132, po dwóch dogrywkach, spotkaniu z zespołem Zhejiang Guangsha Lions. Wynik ten okazał się strzeleckim rekordem jego kariery oraz czwartym najwyższym wynikiem w historii ligi chińskiej.
W listopadzie 2018, podczas wygranego 137-136 meczu z Beijing Dragons zanotował 75 punktów, 8 zbiórek i 7 asyst, zdobywając nagrodę zawodnika tygodnia CBA. Podczas meczu gwiazd CBA 2019 ustanowił nowy rekord spotkań gwiazd, trafiając 11 celnych rzutów za 3 punkty. Poprzedni rekord w tej kategorii (10 celnych) należał do Wanga Shipenga i pochodził z 2007.
21 marca 2019 podpisał umowę do końca sezonu z Phoenix Suns. 15 lipca dołączył do greckiego Panathinaikosu Ateny.
7 września 2020 po raz kolejny w karierze zawarł kontrakt z chińskim Szanghaj Sharks.

## Osiągnięcia
Stan na 7 września 2020, na podstawie, o ile nie zaznaczono inaczej.

### NCAA
- Uczestnik:
  - rozgrywek Sweet Sixteen turnieju NCAA (2011)
  - turnieju NCAA (2008–2011)
- Mistrz sezonu regularnego konferencji Mountain West (2008, 2009, 2011)
- Koszykarz Roku:
  - imienia:
    - Jamesa Naismitha (2011)[20]
    - Johna Woodena (2011)[21]

  - według:
    - Associated Press (2011)[22]
    - National Association of Basketball Coaches (2011)[23]
    - USBWA (2011)[24]
    - Sporting News (2011)[25]
    - Basketball Times (2011)

  - Adolph Rupp Trophy (2011)[26]
  - konferencji Mountain West (2011)[27]
- Laureat NCAA Senior CLASS Award (2011)[28]
- MVP turnieju:
  - Mountain West (2011)
  - South Padre Island Invitational (2011)
- Zaliczony do:
  - I składu:
    - All-American (2011)
    - konferencji Mountain West (2009, 2010, 2011)
    - turnieju:
      - Mountain West (2009, 2010, 2011)
      - South Padre Island Invitational (2011)

  - III składu All-American (2010 według NABC, TSN)
- Lider strzelców NCAA (2011)[29]

### Drużynowe
- Mistrz Grecji (2020)

### Indywidualne
- MVP:
  - meczu gwiazd D-League (2016)
  - zagraniczny chińskiej ligi CBA (2017)
- Zaliczony do II składu D-League (2016)[30]
- Uczestnik:
  - meczu gwiazd:
    - D-League (2016)
    - CBA (2017–2019)

  - konkursu rzutów za 3 punkty D-League (2016)
- Zwycięzca konkursu rzutów za 3 punkty chińskiej ligi CBA (2017)[31]